# Juraj Baldani
Juraj Baldani (Veliki Bečkerek, 1929. – Zagreb, 15. prosinca 2010.), bio je hrvatski likovni kritičar, novinar i književnik. 

## Životopis
Juraj Baldani rodio se 1929. godine u Velikom Bečkereku. Studirao je na Filozofskom fakultetu Sveučilišta u Zagrebu. Diplomirao je povijest umjetnosti 1963. godine. Radio je kao novinar, urednik i likovni kritičar Radio Zagreba.
Napisao je preko 4.000 osvrta, kritika, prikaza i studija o likovnim umjetnicima, izložbama, muzejima i galerijama, likovnim događanjima, problemima ali i starim zanatima, hrvatskom narodnom graditeljstvu. Pisao je romansirane kronike. Djela je objavljivao u raznim novinama, časopisima (Koraci gdje je bio glavni i odgovorni urednik 1953. – 56., Kulturni radnik i Kaj) i zbornicima. Također je bio u radijskim i televizijskim emisijama. Dio djela mu je preveden na strane jezike: francuski, japanski, esperanto, engleski, njemački, talijanski i slovenski.
U književnosti se javlja kao pjesnik, novelist, dramatik, romanopisac. Pisao je prikaze i osvrte.
Objavio je monografije: Ive Lozice u "Radu Jugoslavenske akademije znanosti i umjetnosti 1971.", "Revolucionarno kiparstvo" u izdanju "Spektra" (1978.), "Kiparstvo Stipe Sikirice" u izdanju "Plive" (1986.), "Kiparstvo Aleksandra Rukavine" (1987.), "Slikarstvo Lidvina Lukete" (1990.), "Slikarstvo Danice Biondić" (1992.) a suautor je u monografijama Ante Starčevića (1973.), Šime Klaića (1974.) i Josipa Generalića (1989.).
Bio je član umjetničkog savjeta časopisa "Naša djeca" - "Radost", Hrvatskog novinarskog društva, Društva povjesničara umjetnosti Hrvatske, Društva radnika pisaca Hrvatske, žirija Zagrebačkog salona, Radničkog likovnog stvaralaštva Hrvatske i dr.
Umro je u Zagrebu 15. prosinca 2010. godine, nakon kratke i teške bolesti.

## Književna djela
- Ples sjena, (zbirka pjesama), Zagreb, 1953.
- Koloplet: pjesme osmorice, Zagreb, 1954. (suautori Tin Ujević, Frano Alfirević, Matej Šavora, Ferdo Škrljac, Ferdo Bačić, Ivan Đurašin i Salih Alić)
- Asfaltom popločeno, (zbirka novela), Zagreb, 1955.

## Nagrade i priznanja
- 1946.: Prva nagrada za pripovijetku lista "Srednjoškolac" u Zagrebu.
- 1955.: Posebna nagrada za prijevod novele Federacije esperantista Jugoslavije.
- 1955.: Druga nagrada za dramu Saveza amaterskih kazališta Hrvatske.
- 1955.: Okupna nagrada za dramu Saveza amaterskih kazališta Hrvatske.
- 1970.: "Zlatno pero" Društva novinara Hrvatske.
- 1973.: Prva nagrada Jugoslavenske radio-televizije za emisiju u Tjednu jug. radija u Ohridu.
- 1974.: Druga nagrada Jugoslavenske radio-televizije za emisiju u Tjednu jug. radija u Ohridu.
- 1975.: "Zlatno pero" Društva novinara Hrvatske.
- 1976.: Prva nagrada Jugoslavenske radio-televizije za emisiju u Tjednu jug. radija u Ohridu.
- 1976.: Plaketa Jug. radio-televizije na Tjednu jug. radija u Ohridu za najbolju emisiju.
- 1977.: Godišnja nagrada Radio Zagreba za ostvarene emisije.